# 이나바 신사

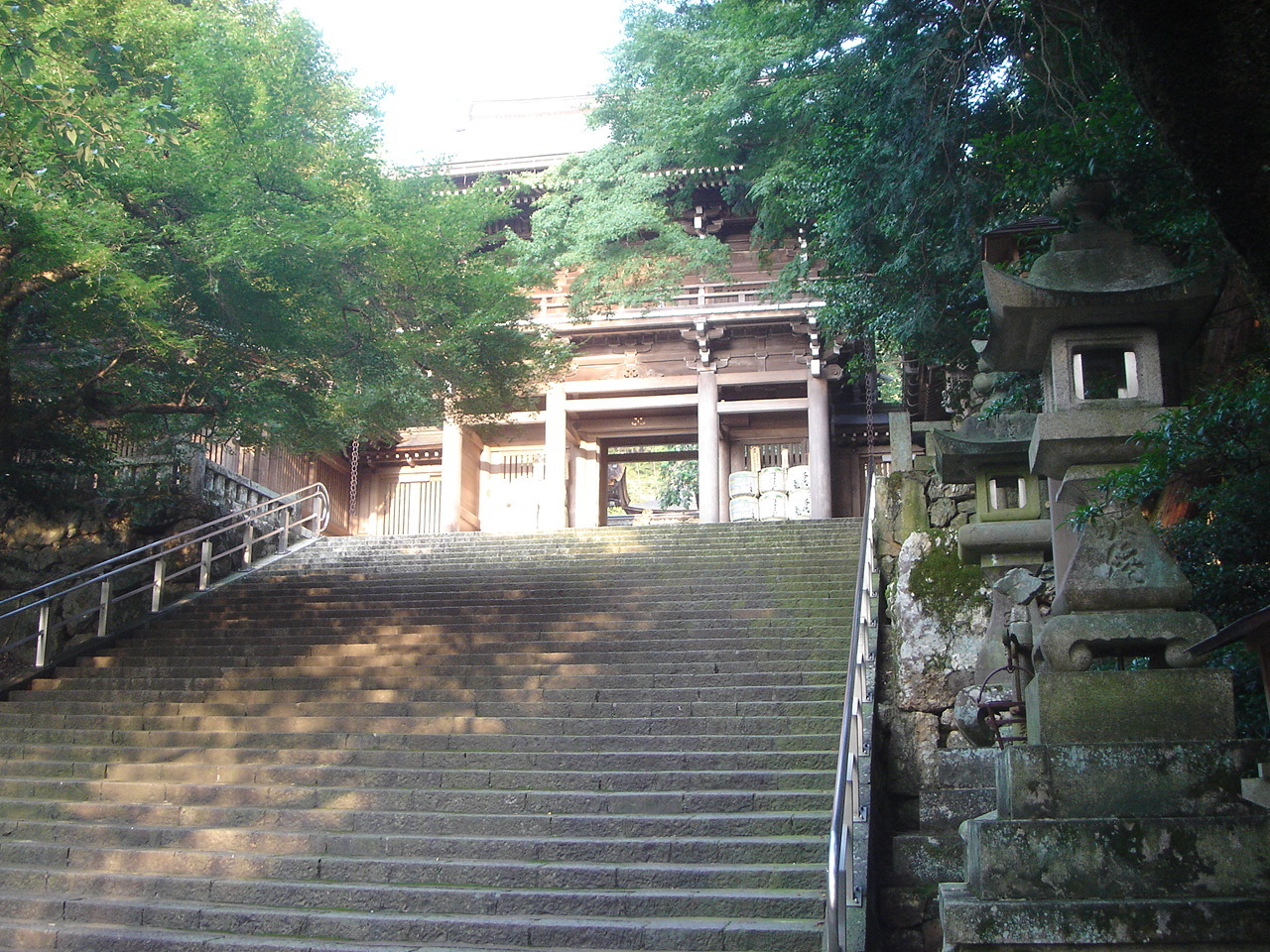
이나바 신사

이나바 신사(일본어: 伊奈波神社 이나바진쟈[*])는 기후현 기후시에 위치한 신사이다.